# Пахолюк Роман Васильович
Рома́н Васи́льович Пахолю́к (3 жовтня 1979, Корнин, СРСР) — український та казахський футболіст. Розпочинав кар'єру на позиції нападника, згодом перекваліфікувався на роль правого півзахисника. Найкращий бомбардир першої ліги чемпіонату України (2004/05). Викликався до лав молодіжної збірної України. Після переїзду до Казахстану змінив громадянство на казахське.

## Клубна кар'єра
Роман Пахолюк народився у селищі міського типу Корнин, що на Житомирщині. Вихованець київського РВУФК. З 1997 року розпочав виступи у складі київського ЦСКА, проте грав переважно за другу команду «армійців», де був одним з найкорисніших гравців, відправивши у ворота суперників понад 30 м'ячів. На початку 2001 року Роман дебютував у молодіжній збірній України, відігравши один тайм проти югославської «молодіжки», а згодом у складі ЦСКА став фіналістом Кубка України 2000/01, поступившись у фіналі донецькому «Шахтарю». 9 серпня 2001 року Пахолюк дебютував у єврокубках в матчі проти фінського «Йокеріта». Однак після завершення першого кола сезону 2001/02 місце ЦСКА у вищій лізі отримав новостворений київський «Арсенал», закріпитися у складі якого Роману не вдалося.
У 2003 році Пахолюк вперше скуштував легіонерського хліба, виступаючи у складі казахського клубу «Ордабаси». Втім, після завершення сезону в Казахстані, Роман повернувся до України, де, після не дуже вдалого виступу у складі одеського «Чорноморця», заявив про себе на весь голос, захищаючи кольори вінницької «Ниви». Пахолюк став справжнім лідером вінничан та здобув за підсумками сезону звання найкращого бомбардира першої ліги. Згодом була невдала спроба повернення до вищої ліги у складі «Закарпаття» та перехід до черкаського «Дніпра», де Роман знову зумів продемонструвати свій бомбардирський хист. Саме цей клуб і став для Пахолюка останнім на теренах України — у 2008 році нападник вирішив повернутися до Казахстану, де виступав 5 років тому.
Провівши сезон у «Кайсарі» з Кизилорди, Пахолюк перейшов до лав столичного «Локомотива», де почав награватися на позиції правого півзахисника. Разом з Романом у складі астанинців виступали такі відомі футболісти, як Максим Шацьких, Андрій Тихонов та Єгор Титов. У 2009 році команда посіла в чемпіонаті Казахстану друге місце, а наступного року перемогла у розіграші Кубка країни. У 2011 році Пахолюк ненадовго залишив клуб, втім вже за півроку повернувся, хоча заграти на колишньому рівні йому завадила травма. 2012 рік Роман розпочав вже у складі знайомого йому клубу «Ордабаси», у складі якого став переможцем Суперкубка Казахстану. Наступного сезону Пахолюк перейшов до складу «Атирау».
У 2014 році повернувся до України, де продовжив виступи у складі київського «Арсеналу», що брав участь у чемпіонаті Києва. Згодом також грав на аматорському рівні за клуби «Рубін» (Пісківка), «Діназ», а 2016 року повів свої останні 9 матчів на професіональному рівні., зігравши їх за «Арсенал» (Київ) у Другій лізі. Завершував кар'єру у аматорських командах «Десна» (Погреби), «Межигір'я» та «Будівельник» (Лисичанськ).

## Тренерська кар'єра
У листопаді 2021 року Пахолюк став спортивним директором клубу Другої ліги «Вікторія» (Миколаївка), а наступного року обійняв посаду асистента головного тренера клубу аматорського чемпіонату України «Штурм» (Іванків).
У квітні 2023 року увійшов у тренерський штаб Анатолія Безсмертного у вищоліговому «Львові».

## Досягнення
Командні трофеї
- Володар Суперкубка Казахстану (1): 2012
- Володар Кубка Казахстану (1): 2010
- Срібний призер чемпіонату Казахстану (1): 2009
- Фіналіст Кубка України (1): 2000/01
- Переможець групи В другої ліги чемпіонату України (1): 2005/06
- Срібний призер групи Б другої ліги чемпіонату України (1): 2000/01

Індивідуальні здобутки
- Найкращий бомбардир першої ліги чемпіонату України (1): 2004/05